# BK Kenty
BK Kenty, bildad 10 april 1932, är en idrottsförening i Linköping i Sverige. Namnet Kenty är en sammandragning av namnet på den amerikanska delstaten Kentucky, där många av den tidens populära indianböcker utspelade sig.

## Grenar

### Bandy
Bandy bedrevs vintertid som ett komplement till fotbollen.

### Fotboll
BK Kenty har varit hyfsat framgångsrika i fotboll, både på herrsidan och damsidan, och har, bland andra, fostrat Jonas Wallerstedt, Erik Norrby och Charlotte Rohlin.

#### Herrar
Fotbollen bedrevs de första åren på lokal nivå i Linköpingsserien, och i klass 3.
1948 fick BK Kenty stryk mot Råå IF med 0-6 i finalmatchen i Svenska cupen. Säsongen 1956/1957  spelade man i division II, som då var Sveriges andradivision. Föreningens främsta framgång är en finalplats i Svenska cupen 1948. Cupens status var inte så hög vid denna tid, på vägen fram till final slog Kenty ut Olofström, Södertälje SK, Fagervik, Kramfors, Reymersholm och Tidaholms GIF. I finalen ställdes Kenty mot Råå borta på Olympia. De allsvenskt meriterade skåningarna vann finalen med 6-0 inför 9 852 åskådare.
Inför säsongen 2013 slog sig herrlaget samman med IK Östria Lambohov och grundade den nya föreningen AFK Linköping. Inför säsongen 2018 var BK Kenty åter tillbaka med ett nytt herrlag som då började om från början i division sex. Hemmaarenan är Fredriksbergs IP i södra Linköping.

#### Damer
BK Kenty startade fotbollsverksamhet för damer 1968. Damerna i fotboll spelade i Allsvenskan 1998, 2000 och 2002. Kentys damsektion för fotboll blev den 4 november 2003 Linköpings FC.

#### Ungdomar
1942 startade klubben Ungdomsserierna i Linköping, som man bedrev i 63 år fram tills de 2005 övertogs av Östergötlands fotbollsförbund.

### Ishockey
Ishockeyverksamheten startades 1946 och uppgick den 4 augusti 1976 i Linköpings HC.

### Övrigt
Bordtennis, bowling och handboll bedrevs tidigare i klubben, men grenarna övergick efter korta sejourer till andra klubbar.